# Boekovo (Plovdiv)
Boekovo (Bulgaars: Буково) is een dorp in Bulgarije. Het dorp is gelegen in de gemeente Parvomaï, oblast Plovdiv. Het dorp ligt hemelsbreed ongeveer 46 km ten zuidoosten van Plovdiv en 178 km ten zuidoosten van de hoofdstad Sofia. 

## Bevolking
Op 31 december 2020 telde het dorp Boekovo 412 inwoners. Het aantal inwoners vertoont al jaren een dalende trend: in 1934 had het dorp nog 1.550 inwoners.
| Bevolkingsontwikkeling tussen 1934 en 2020          |
| --------------------------------------------------- |
|                                                     |
| Bron: Nationaal Statistisch Instituut van Bulgarije |

Het dorp wordt grotendeels bewoond door etnische Turken, maar er is ook een kleine minderheid van etnische Bulgaren. In de volkstelling van 2011 identificeerden 386 van de 433 ondervraagden zichzelf met de "Turkse etniciteit". De overige ondervraagden identificeerden zichzelf vooral als "Bulgaren" (45 personen, of 10,4%).
| Etnische samenstelling van de respondenten (2011) | Etnische samenstelling van de respondenten (2011) | Etnische samenstelling van de respondenten (2011) | Etnische samenstelling van de respondenten (2011) | Etnische samenstelling van de respondenten (2011) |
| ------------------------------------------------- | ------------------------------------------------- | ------------------------------------------------- | ------------------------------------------------- | ------------------------------------------------- |
|                                                   |                                                   |                                                   |                                                   |                                                   |
| Bulgaren                                          | Bulgaren                                          |                                                   | 10,4%                                             | 10,4%                                             |
| Turken                                            | Turken                                            |                                                   | 89,1%                                             | 89,1%                                             |
| Roma                                              | Roma                                              |                                                   | 0,0%                                              | 0,0%                                              |
| Anders/Onbekend                                   | Anders/Onbekend                                   |                                                   | 0,5%                                              | 0,5%                                              |